# بنی‌زهره
بنی‌زهره (به عربی: بنو زهرة) شاخه‌ای از قبیله قریش و از فرزندان زهره بن کلاب هستند.

## تبارشناسی
نسبت آن‌ها به زهره بن کلاب بن مره بن کعب بن لوی بن غالب بن فهر بن مالک بن نضر بن کنانه بن خزیمه بن مدرکه بن الیاس بن مضر بن نزار بن معد بن عدنان می‌رسد.

## نامداران
- سعد بن ابی‌وقاص[۱]
- آمنه بنت وهب
- هاله بنت وهیب
- وهب بن عبدمناف
- عبدالرحمن بن عوف[۲]
- عمر بن سعد
- هاشم بن عتبه
- محمد بن ابی بکر ظهری
- ابن شهاب زهری